# ジャケツイバラ
ジャケツイバラ（蛇結茨、学名: Caesalpinia decapetala）は、マメ科ジャケツイバラ亜科ジャケツイバラ属のつる性の落葉低木の植物。山地や河原などに生える有毒植物。

## 名称
和名「ジャケツイバラ」の由来は諸説あり、漢字表記では「蛇結茨」であり、枝がもつれ合うさまからヘビ同士が絡み合っているように見えることから命名されたという説。茎の鋭いトゲが蛇をも刺してしまうという意味だとする説がある。別名でウンジツともよばれ、中国名は「雲實」。
学名の属名はイタリア法王クレメンス8世の侍医もつとめた医者、哲学者、植物学者であり『植物分類体系』（1583）を著したアンドレア・チェザルピーノの名に因んでいる（ラテン語のつづりでは Caesalpinus）。種小名のdecapetalaは、10の花弁をもつという意味だが、実際は5つしかない。
なお、学名については北村・村田 (1979) はCaesalpinia decapetalaを取っており、Ylist（）も広義としてこの和名にこの学名を当てている。北村らは日本産が古くに中国から移入されたものに由来する可能性を示唆している。

## 分布と生育環境
ユーラシア大陸東部の暖温帯に分布し、日本では山形県・福島県以南の本州、四国、九州、南西諸島に分布する。山野や河原に生え、沿岸部から高原の崩壊した跡、伐採跡、川岸、林縁などの日当たりの良い場所に自生する。開花期にはハチなど多くの昆虫が集まる。

## 特徴
落葉つる性の木本、高さ1 - 2 mになる。樹皮は灰黒色で皮目が目立ち、茎と葉軸の裏面に鋭く丈夫な逆刺をもつ。幹は太いトゲだらけになる。大きく伸びるつるが特徴で、若い茎には柔らかい毛を生じるが、後に無毛となり、棘は次第に強く発達する。
葉は偶数2回羽状複葉で互生し、全体の長さが20 - 40 センチメートル (cm) にもなる。3 - 9対の羽片には、それぞれに5 - 10対の小葉を並べる。小葉は長さ1 - 2 cmの長楕円形で、鮮やかな緑色をしている。表面には細かな毛があり、裏面は白っぽくなる。
花期は4 - 6月。枝先に長さ約20 - 30 cmにもなる総状花序が葉の上に上向きに出る。花は径25 - 30 mmの鮮やかな黄色。5枚の花弁は大きく開くがわずかに左右対称、上1枚は小さく赤い筋が入る。雄しべは赤く目立ち、花糸の中央より下に白い毛が密生する。通常、雌しべは10本の雄しべに包囲され、外からは見えにくい。萼は黄緑色で5片からなる。果実は豆果で、長さ10 cmほどになる。熟すとサヤは大きく上向きに開き、冬でも枯れ残って目につく。
冬芽は裸芽で、黄褐色の毛に覆われ、互生する葉痕の上に数個が並ぶ。冬芽は一番上が主芽で、下に副芽が数個並ぶ重生芽である。葉痕は大きく、円形から楕円形で下側が少し尖り、維管束痕が3個つく。

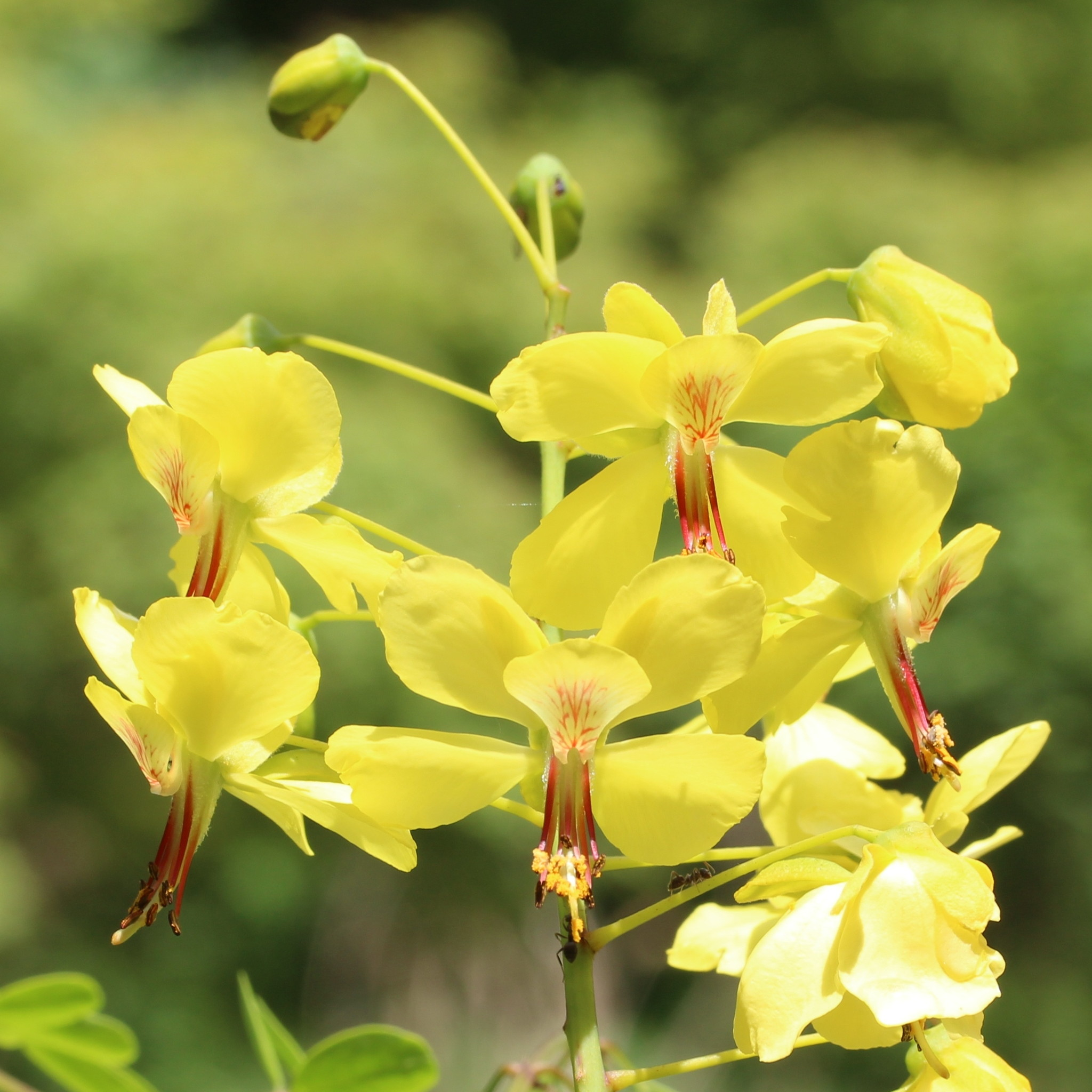
鮮やかな黄色の花
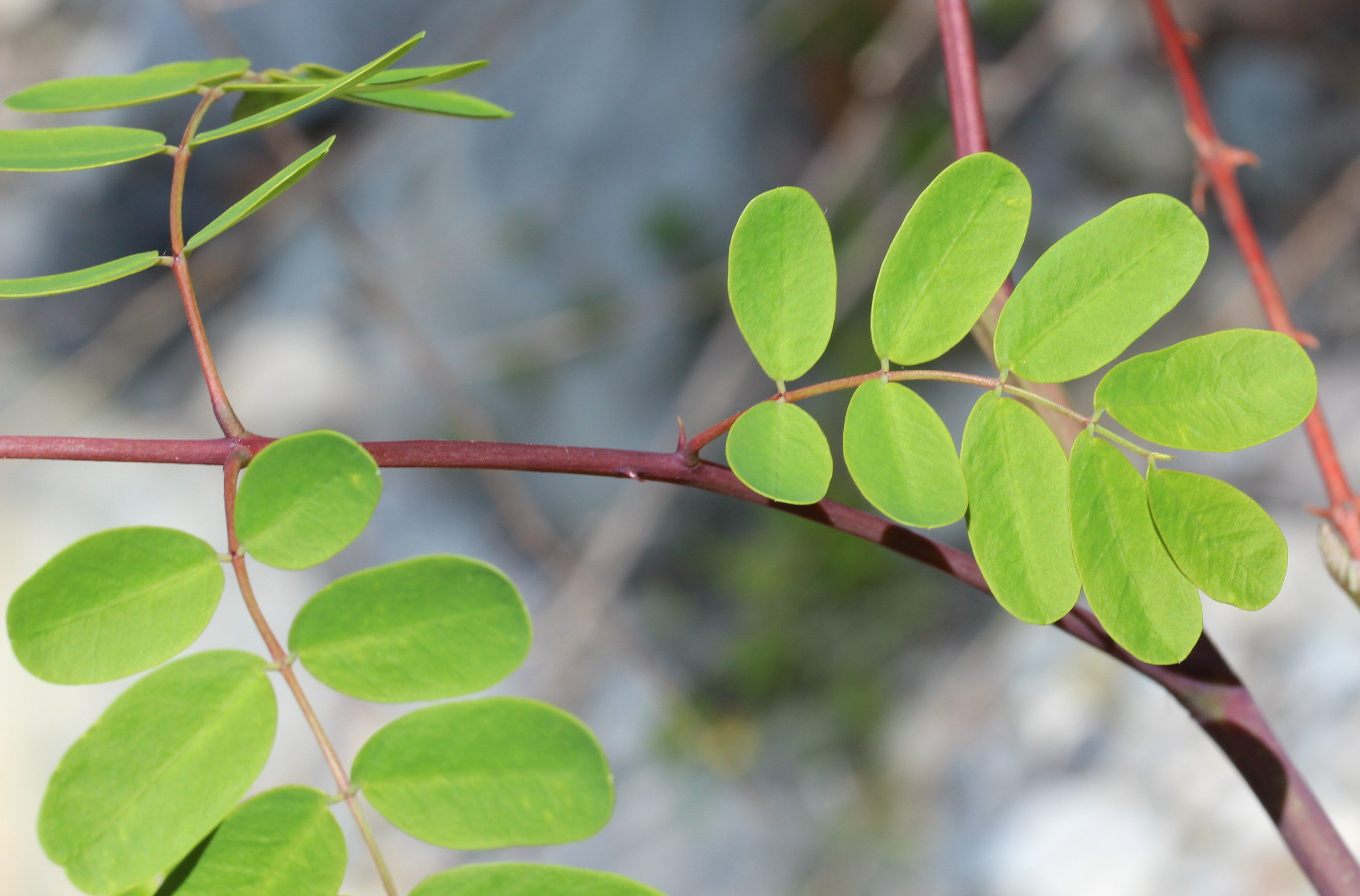
葉
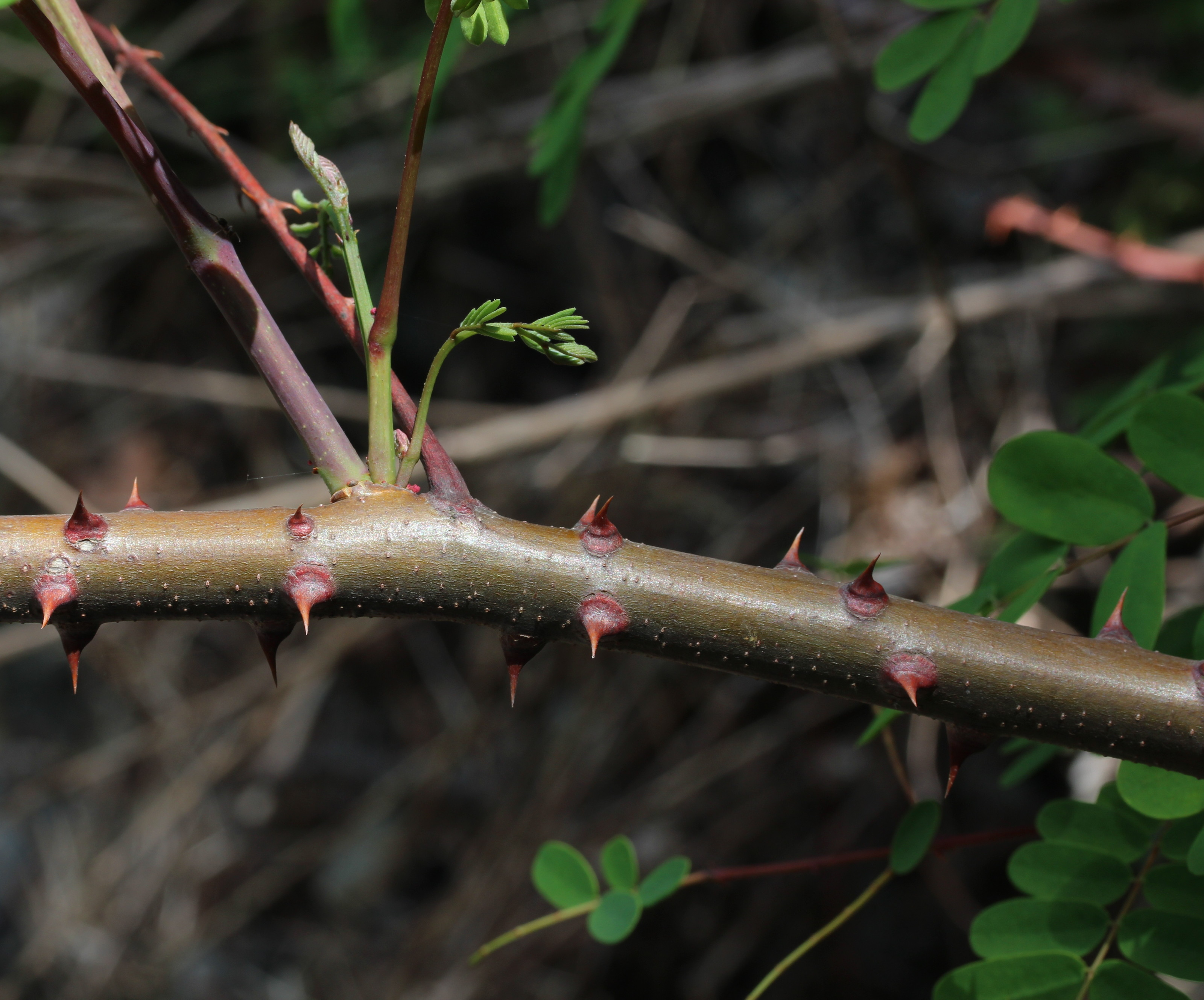
鋭く丈夫な逆棘
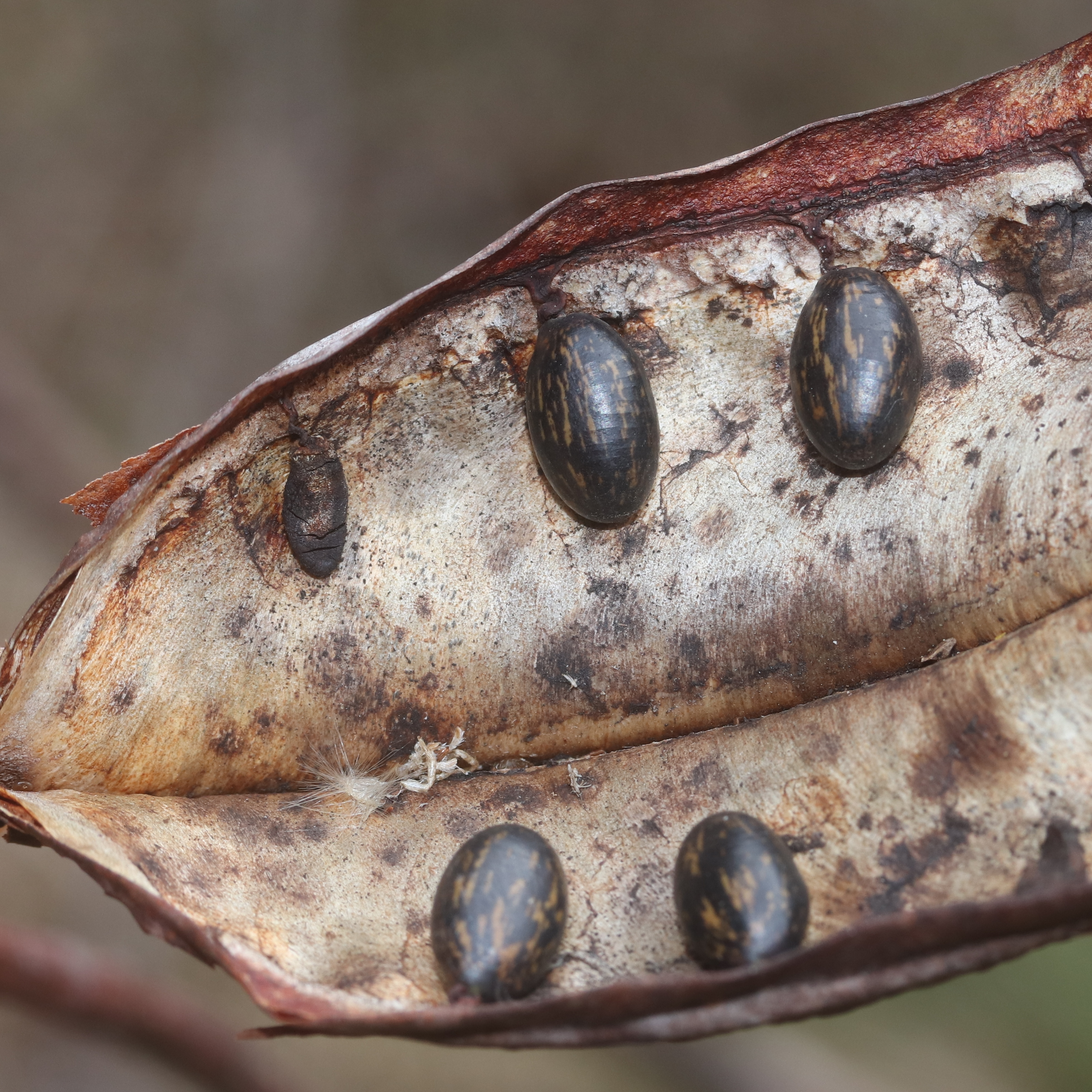
種子

## 近縁種
ジャケツイバラ属は世界の熱帯に120種以上があり、日本ではこの種のみが普通である。他にナンテンカズラが九州以南の南西諸島に分布するが、これは常緑であり、照葉につやがあって大きいことからたやすく区別できる。南西諸島には、このほかにシロツブなどが分布する。

## 種の保全状況評価
日本では以下の都道府県で、レッドリストの指定を受けている。
- 絶滅危惧I類（CR+EN） - 宮城県[9]
- 絶滅危惧II類（VU） - 新潟県[10]
- 準絶滅危惧（NT） - 福島県
  - 一般保護生物（D） - 千葉県（環境省の準絶滅危惧相当）[11]